# Mikoyan Project 1.44
Mikoyan Project 1.44 foi um projeto para uma aeronave feita  pela Rússia, que busca parceria com algum país (de caixa cheia) principalmente a China (os russos entram com o projeto e eles com o dinheiro), mas já existe o protótipo do mesmo, com o conceito hipersônico, tendo como base as asas delta e é o primeiro avião plasma stealth em que consiste num canhão de plasma que cria uma nuvem de plasma em volta da aeronave,que desvia as ondas eletromagnéticas emitidos pelos radares e assim,tornar-se invisivel a eles. As empenagens verticais são como um delta vertical "A". Existe um conceito básico UCAV e outro com piloto humano. Utilizará plásticos em suas asas e sua fuselagem, além de um composto de fibra de carbono com estrutura de duraluminio, soldado por microondas (ainda em estudo). O plasma reduz por um fator de 100 a reflexão das ondas de radar. A secção transversal de radar do Mig 1.44, sem escudo de plasma, é de 0,3m². Ele seria equipado com o radar N014 com alcance de 420 km, e meta de detecção de 250 km para 1m², capaz de rastrear 40 alvos, e engajar 20 simultaneamente. Ele podia carregar até 12 toneladas de armas, em 20 pontos de suspensão, 12 internos na baia de armas, e 8 externos(ele podia levar 2 mísseis antinavio P-270 Moskit). Com enorme área de asa de 120m², ele podia decolar com peso máximo de decolagem, e carga de asa de apenas 350 kg/m², sendo altamente manobrável. Durante o uso do escudo de plasma, ele não poderia ligar o radar, a informação da localização dos alvos, seria transmitida via datalink por satélites ou AWACs. Ele atingia 3200 km/h em alta altitude de 21500 metros, 1800 km/h no modo de cruzeiro, podendo puxar manobras de 10G, com vetorização de empuxo em 3D. Taxa de subida de 350 metros por segundo.